# 体験時代
『体験時代』（たいけんじだい）は、1979年10月9日から同年12月18日まで東京12チャンネル（現・テレビ東京）で放送されていたテレビドラマである。松竹と東京12チャンネルの共同制作。全10話。放送時間は毎週火曜 20:00 - 20:54 （日本標準時）。

## 概要
横浜の女子大学「聖マリア女子大学」に通う元気な6人の女子大生が、男に縛られない自由な女性を目指すグループ「キャリア・ギャルズ」を結成し、様々な行動を起こす青春ドラマ。
当初は全26話を予定していたが、放送は第10話までとなった。
2005年、ホームドラマチャンネルで再放送された。
2024年3月29日に、初の映像ソフトとなるBlu-rayディスクが発売される予定。

## 出演者
- 久美子：相本久美子
- かほり：竹田かほり
- えり：石田えり
- 森 又三郎：沖雅也
タウン誌の編集長[7]。愛称「又やん」。某私立大学文学部卒。信条は「反権力」。車の運転技術はA級ライセンス並み。イヴ・サン＝ローランのスーツを愛用[8]。
- みゆき：谷川みゆき
- 中村安子：村地弘美 - 中村仙五郎の娘。
- シャンデー・ケイ
- めぐみ：清水めぐみ
- 荒井注
- 高橋昌也
- 鉄男：森川正太 - 遠洋漁業船船員で、森の友人。
- 加世：鳳八千代
- 高子：浅野真弓
- よし乃：葦原邦子 - 久美子の祖母。
- 円海：殿山泰司 - かほりの父で、蓮生寺の住職。
- 篠田学生課長：穂積隆信
- ほか

## スタッフ
- 脚本：南部英夫、前田陽一、金子成人、広瀬襄、畑嶺明、石川孝人、小森名津、立町陽太、那須真知子
- 監督：前田陽一、小原宏裕、広瀬襄
- 助監督：川上裕通
- 記録：八巻慶子
- 進行：小松護
- 撮影技術：坂本典隆
- 録音：今井康雄
- 照明：八亀実
- 編集：後藤彦治
- 現像：東京現像所
- 音楽：尾崎亜美、水田川忠俊
- 制作主任：沼尾釣、大川修
- プロデューサー：板橋貞夫、古田明（東京12チャンネル）
- 制作：松竹、東京12チャンネル

## 主題歌
「インスピレーション」
作詞・作曲：尾崎亜美 / 編曲：佐藤準 / 歌：杏里

## 放送日程
「思い出の東京12チャンネル」「週刊TVガイド」より
| 話数 | 放送日         | サブタイトル               | 脚本               | 監督     | ゲスト                                   |
| ---- | -------------- | -------------------------- | ------------------ | -------- | ---------------------------------------- |
| 1    | 1979年10月9日  | 女からの関白宣言           | 南部英夫、前田陽一 | 前田陽一 | 中島久之                                 |
| 2    | 1979年10月16日 | 恋愛・出産・同棲拒否       | 金子成人           | 小原宏裕 | 中村仙五郎（旅芸人一座座長）：今福正雄   |
| 3    | 1979年10月23日 | 男も翔びます               | 南部英夫、前田陽一 | 前田陽一 | 晃子：和田アキ子、光：高橋淳             |
| 4    | 1979年10月30日 | A・B・Cどこまで許す?       | 広瀬襄             | 前田陽一 |                                          |
| 5    | 1979年11月6日  | オレンジ色のラブストーリー | 畑嶺明             | 前田陽一 | 松原洋一：横内正、団しん也               |
| 6    | 1979年11月13日 | 真夜中の冒険               | 石川孝人           | 小原宏裕 | 北川（コック）：北浦昭義、野上祐二       |
| 7    | 1979年11月20日 | スポイルされたい女なの     | 小森名津           | 小原宏裕 | 由布子（作家）：赤座美代子               |
| 8    | 1979年11月27日 | 飛んでる女の就職戦争       | 立町陽太           | 小原宏裕 | 相原：本郷直樹                           |
| 9    | 1979年12月4日  | 学園祭だぞお               | 那須真知子         | 広瀬襄   | 小林秀人：火野正平、花江：栗田洋子       |
| 10   | 1979年12月18日 | 翔べ翔べキャリア・ギャルズ | 畑嶺明             | 広瀬襄   | めぐみの姉・章子：田島令子、市造：下元勉 |

## 放送局
- 東京12チャンネル(制作局)
- サンテレビ - 同時ネット[10]
- テレビ和歌山 - 同時ネット[10]

## 参考資料
- テレビドラマデータベース
- 週刊TVガイド[9]